# Kudina
Kudina är en ort i Estland. Den ligger i Palamuse kommun och landskapet Jõgevamaa, i den centrala delen av landet, 140 km sydost om huvudstaden Tallinn. Kudina ligger 86 meter över havet och antalet invånare är 144.
Terrängen runt Kudina är platt. Runt Kudina är det glesbefolkat, med 8 invånare per kvadratkilometer. Närmaste större samhälle är Jõgeva, 19,2 km nordväst om Kudina. Omgivningarna runt Kudina är en mosaik av jordbruksmark och naturlig växtlighet.